# Pukoti (pulmologija)
Pukoti ranije nazivani krepitacije su isprekidani, kratkotrajni i eksplozivni disajni zvukovi koji se ćuju nad plućnim parenhimom. Drugim rečima pukoti označavaju rastezanje fibroznog pluća ili otvaranje kolabiranih alveola.

## Karakteristike
Pukoti su nemuzikalni tonovi, različite frekvencije i jačine, kratkog trajanja, koji  su po svojim karakteristikama slični onima koji se dobijaju:
- pucketanjem soli na ugrejanoj ploči štednjaka,
- kada se kroz slamčicu uduvava vazduh u tečnost,
- trljanjem kose između prstiju blizu uva.

Fini pukoti su kratki, visokotonski zvuci dok su grubi pukoti niskotonski zvuci koji duže traju. 

## Etiologija
U određenim stanjima (pneumonija, atelektaza, edem pluća, bolest plućnog intersticija, dugotrajno ležanje i slabija ventilacija određenih dijelova pluća), alveolarni sakulusi su kolabiranih zidova i bez vazduha. Tokom udaha (inspirijuma) vazduh prodire u alveolarne prostore, razdvaja njihove priljubljene zidove i rasteže alveole što dovodi do pojave šuma ili pukota.
Prema vremenu nastanka pukoti mogu biti: rani inspiratorni pukoti, kasni inspiratorni pukoti i inspiratorno-ekspiratorni pukoti.

### Rani inspiratorni pukoti
Rani inspiratorni pukoti nastaju naglim otvaranjam krupnijih disajnih puteva u ranoj fazi inspirijuma. Čuju se kod hroničnog bronhitisa.
| Udah (insirijum) | Izdah (ekspirijum |
| ---------------- | ----------------- |
| ******           |                   |

### Kasni inspiratorni pukoti
Kasni inspirijski pukoti nastaju pri kraju udaha (inspirijuma) i visokog su tonaliteta zbog naglog otvaranja alveolarnih prostora koji su zatvoreni tokom izdaha (ekspirijuma). Odraz su intersticijskih procesa koji dovode do kolapsa alveola.
Kasni inspiratorni pukoti se čuju:
- kod zastojnih promena  u plućima,
- nad lokalizovanim područjem pluća tokom nastanka i povlačenja lobarnog zapaljenja pluća,
- kod srčane slabosti,
- starijih i gojaznih osoba.
- difuzno kod plućne fibroze i/ili bazalno, uglavnom obostrano,

Kasni nad zdravim plućem
Pukoti se mogu čuti i nad zdravim plućem, u kome nastaju u manjim perifernijim disajnim putevima. Niske su jačine i ponavljaju se. Iščezavaju sa dubokim disanjem.
| Udah (insirijum) | Izdah (ekspirijum |
| ---------------- | ----------------- |
| ******           |                   |

### Inspiratorni i ekspiratorni pukoti
Rani inspiratorni i ekspiratorni pukoti se javljaju kod ponovnog otvaranja prethodno zatvorenih dišnih puteva (sekret, slabost zidova disajnih puteva). Nižeg su tonaliteta i prisutni su kod bronhoopstruktivnih bolesti pluća, npr,. kod bronhiektazija.
| Udah (insirijum) | Izdah (ekspirijum   |
| ---------------- | ------------------- |
| *******          | ******************* |

## Literatura
- Doc. dr sc. med. Mirko Stanetić  urednik,Pulmološki priručnik, Medicinski fakultet u Banjoj Luci, Banja Luka, 2002.

## Spoljašnje veze
|  | Molimo Vas, obratite pažnju na važno upozorenje u vezi sa temama iz oblasti medicine (zdravlja). |